# 尼泊尔黄堇
尼泊尔黄堇（学名：Corydalis hendersonii）为罂粟科紫堇属下的一个种。它主要分佈於克什米尔、尼泊尔、中國新疆西部、青海西部、西藏中部至西部海拔4200-5200米的河滩地。

## 扩展阅读
- 維基物種上的相關：尼泊尔黄堇